# Kjetil Møster

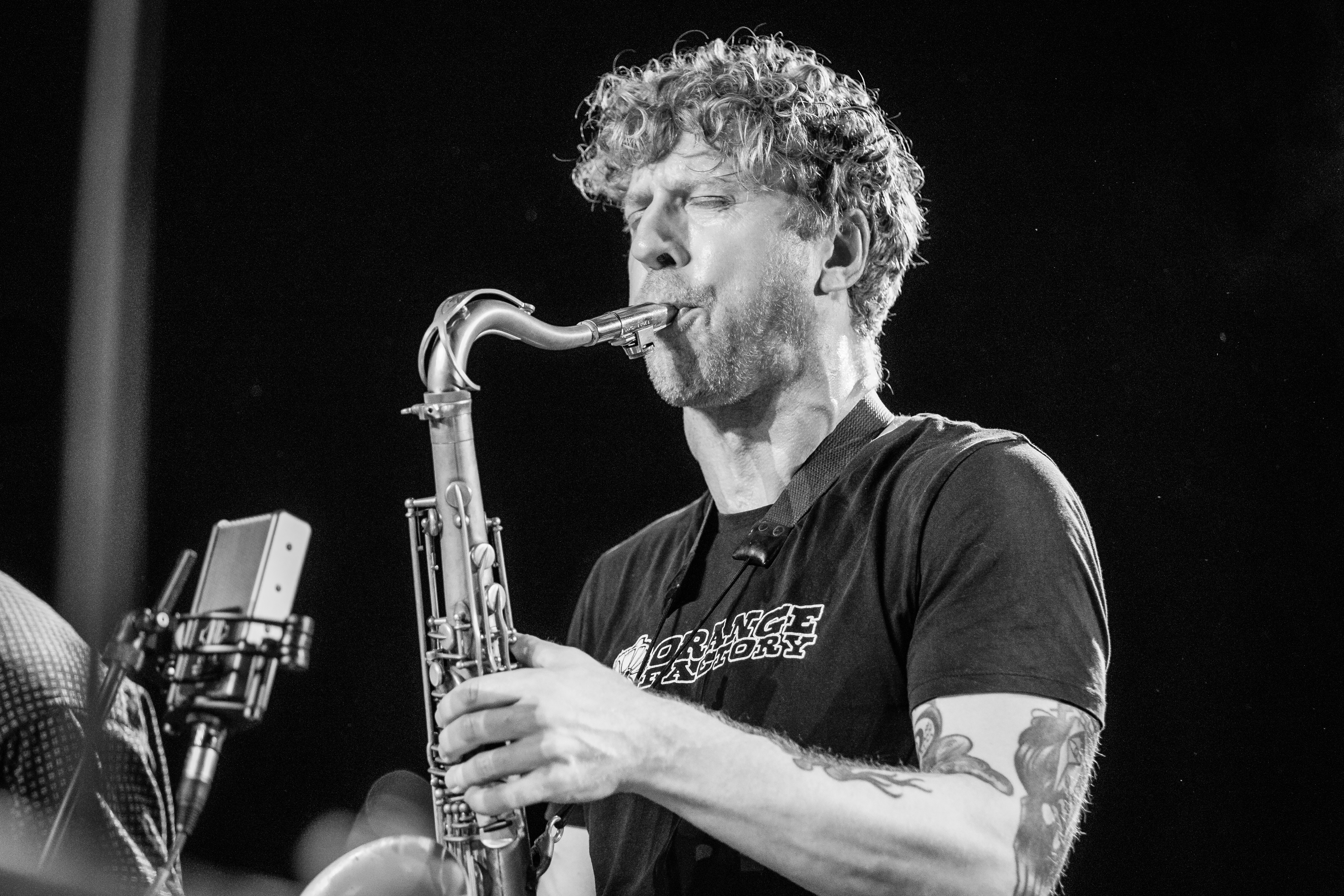
Kjetil Møster auf der Bühne in Energimølla, Kongsberg 2024
Foto von Tore Sætre

Kjetil Traavik Møster (* 17. Juni 1976 in Bergen) ist ein norwegischer Jazzmusiker (Tenorsaxophon, auch Akkordeon, Kornett, Bass), der in unterschiedlichen Genres wie Hardcore-Punk, Coltrane-inspiriertem Free Jazz, Elektro-Rock und Doom Metal spielte.

## Leben und Wirken
Møster lernte als Kind zunächst Akkordeon, als Jugendlicher E-Bass in einer Thrash/Hardcore-Band. Nachdem er zum Saxophon gewechselt hatte, entdeckte er die Musik John Coltranes, was ihn dazu bewog, am Konservatorium Trondheim Jazz zu studieren.  Er arbeitete ab den 1990er-Jahren in der norwegischen Jazzszene u. a. mit der Bergen Big Band, dem Cosmolodic Orchestra, Crimetime Orchestra und Trondheim Jazz Orchestra. Des Weiteren spielte er in den Formationen MZN3, Reflections in Cosmo, The Core, The Indian Core, The Island Band, Trinity, Ultralyd und Zanussi Five um Per Zanussi. Sein Debüt-Soloalbum  Blow Job legte er 2012 vor, gefolgt von Inner Earth (2014). Im Bereich des Jazz war er zwischen 1996 und 2018 an 23 Aufnahmesessions beteiligt. 2019 trat er mit Gard Nilssens Supersonic Orchestra auf dem Molde Jazz Festival auf (If You Listen Carefully the Music Is Yours). Seit 2011 leitet er die Band Møster! (mit Hans Magnus Ryan, Jørgen Træen, Kenneth Kapstad, Nikolai Hængsle Eilertsen und vorübergehend auch Ståle Storløkken), mit der er bis 2020 fünf Alben aufnahm.
2006 wurde Møster von der International Association for Jazz Education und der International Jazz Festivals Organization in der Kategorie Worlds Jazz Talent of the Year ausgezeichnet.

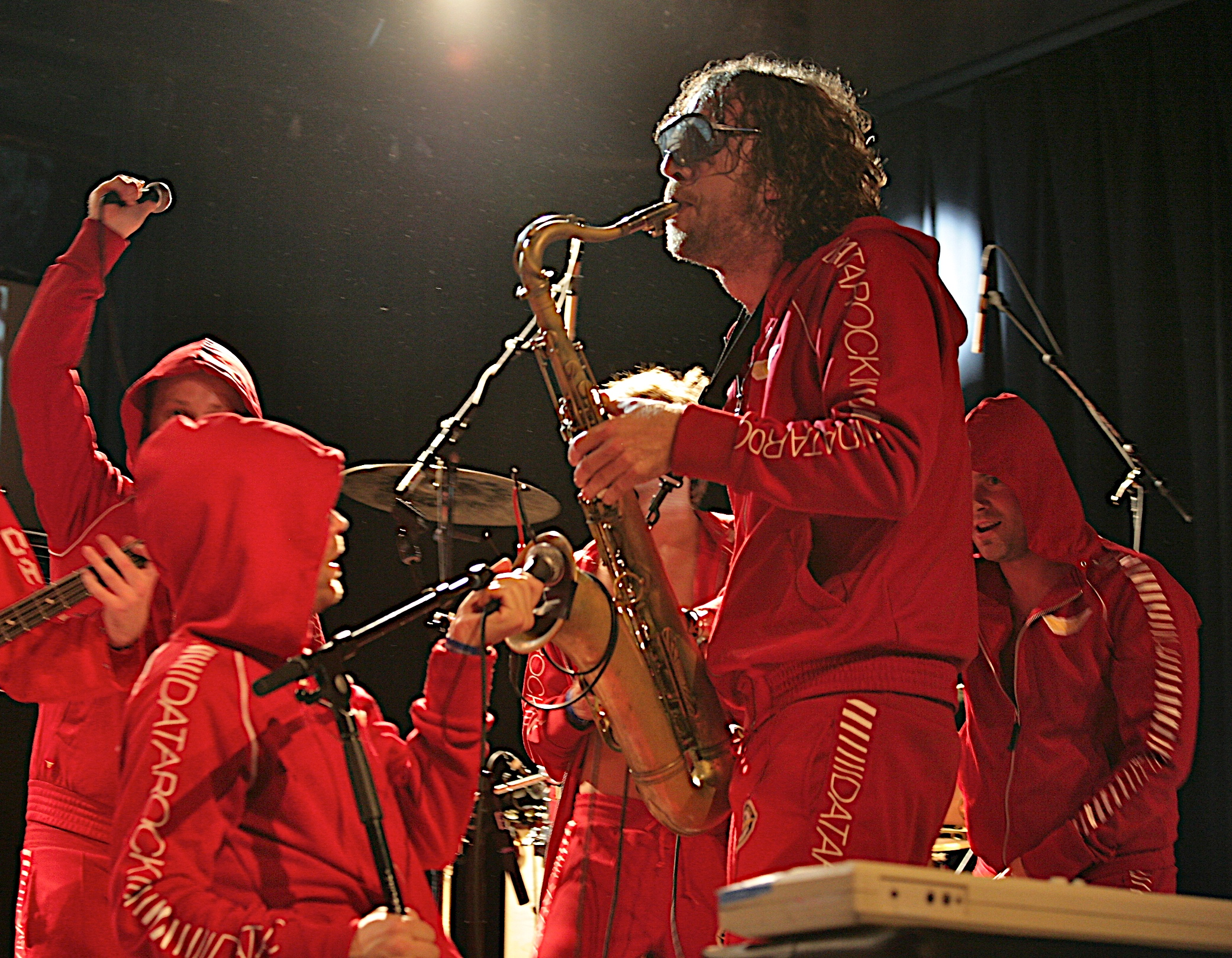
Kjetil Møster bei einem Auftritt mit der Elektro-Rockband Datarock 2008

## Diskographische Hinweise
- The Core: Vision (Jazzaway, 2004), mit Erlend Slettevoll, Steinar Raknes, Espen Aalberg
- Brat: Please Don't Shoot (Moserobie, 2004), mit Eirik Hegdal, Ole Morten Vagan, Ole Thomas Kolberg
- The Core: Blue Sky (Jazzaway, 2005), mit Erlend Slettevoll, Nils-Olav Johansen, Steinar Raknes, Espen Aalberg
- Trinity: Breaking the Mold (Clean Feed, 2006), mit Morten Qvenild, Ingebrigt Håker Flaten, Thomas Strønen
- Ultralyd: Conditions For a Piece of Music (Rune Grammofon, 2008), mit Anders Hana, Kjetil Brandsdal, Morten J. Olsen
- JÜ Meets Møster (RareNoise Records, 2014), mit Ádám Mészáros, Ernő Hock, András Halmos
- Reflections in Cosmo (Rarenoise, 2014), mit Ståle Storløkken, Hans Magnus Ryan, Thomas Stronen
- Kjetil Møster/Per Zanussi/Kjell Nordeson: MZN3 (Jazzaway, 2006)
- Joshua Abrams / John Herndon / Kjetil Møster / Jeff Parker: Ran Do (Clean Feed Records, 2018)
- Møster / Edwards / Knedal Andersen: Different Shapes/Immersion (Va Fongool, 2018)
- Møster! States of Minds (Hubro, 2018)
- The End Svårmod Och Vemod Är Värdesinnen (RareNoiseRecords, 2018)
- Per Zanussi & Vestnorsk Jazzensemble: Li (and the Infinite Game) (Clean Feed, 2022)